# Pièces de monnaie en couronne tchécoslovaque
Les pièces de monnaie tchécoslovaques  sont une des représentations physiques, avec les billets de banque, de la monnaie de la Tchécoslovaquie.

## L'unité monétaire tchécoslovaque
La couronne tchécoslovaque (CSK) est la devise de la Tchécoslovaquie
- du 10 avril 1919 au 14 mars 1939,
- du 11 novembre 1945 au 7 février 1993.

La couronne tchécoslovaque est divisée en 100 halers,.

## Les pièces de monnaie de Tchécoslovaquie

### La série de pièces de la troisième république (1945-1948)
À partir de 1946, de nouvelles pièces de 20 h et 50 h en bronze et de 1 Kčs et 2 Kčs en cupro-nickel sont frappées.
Ces pièces portent les armes de la République tchécoslovaque et la mention REPUBLIKA ČESKOSLOVENSKÁ
| Valeur    | Paramètres techniques | Paramètres techniques | Paramètres techniques | Description                                                                                                 | Description                                                | Description    | Millésimes  |
| Valeur    | Diamètre              | Poids                 | Composition           | Avers | Revers                                                     | Artiste        | Millésimes  |
| --------- | --------------------- | --------------------- | --------------------- | --- | ---------------------------------------------------------- | -------------- | ----------- |
| 20 halers | 18,0 mm               | 2,50 g                | 92 % Cu - 8 % Zn      | Le petit écu de la République Tchécoslovaque entouré de la mention REPUBLIKA ČESKOSLOVENSKÁ et du millésime | la valeur faciale 20 et quatre épis de blé                 | Otakar Španiel | 1947 - 1950 |
| 50 halers | 20,0 mm               | 3,00 g                | 92 % Cu - 8 % Zn      | Le petit écu de la République Tchécoslovaque entouré de la mention REPUBLIKA ČESKOSLOVENSKÁ et du millésime | la valeur faciale 50 avec des épis de blé et des fleurs    | Otakar Španiel | 1947 - 1950 |
| 1 koruna  | 21,0 mm               | 4,50 g                | 80 % Cu - 20 % Ni     | Le petit écu de la République Tchécoslovaque entouré de la mention REPUBLIKA ČESKOSLOVENSKÁ et du millésime | la valeur faciale 1 à côté d'une paysanne ramassant du blé | Otakar Španiel | 1946 - 1947 |
| 2 koruny  | 23,5 mm               | 6,00 g                | 80 % Cu - 20 % Ni     | Le petit écu de la République Tchécoslovaque entouré de la mention REPUBLIKA ČESKOSLOVENSKÁ et du millésime | la valeur faciale 2 à côté de la tête de Juraj Jánošík     | J. Wagner      | 1946 - 1947 |

### La série de pièces de la république après lecoup de Prague
À la suite du Coup de Prague de 1948, le président de la République tchécoslovaque, Edvard Beneš cède le pouvoir aux communistes.
Une nouvelle série de pièces est mise en service,
- identiques à la série précédente, la pièce de 2 Kčs est remplacée par une pièce de 5 Kčs, mais qui n'eut pas cours.
- en matériaux moins nobles (100 % Al)
- de dimensions plus petites.

Ces pièces portent toujours les armes de la République tchécoslovaque et la mention REPUBLIKA ČESKOSLOVENSKÁ
| Valeur    | Paramètres techniques | Paramètres techniques | Paramètres techniques | Description                                                                                                 | Description                                                | Description    | Millésimes |
| Valeur    | Diamètre              | Poids                 | Composition           | Avers | Revers                                                     | Artiste        | Millésimes |
| --------- | --------------------- | --------------------- | --------------------- | --- | ---------------------------------------------------------- | -------------- | ---------- |
| 20 halers | 16,0 mm               | 0,50 g                | 100 % Al              | Le petit écu de la République Tchécoslovaque entouré de la mention REPUBLIKA ČESKOSLOVENSKÁ et du millésime | la valeur faciale 20 et quatre épis de blé                 | Otakar Španiel | 1951-1952  |
| 50 halers | 18,0 mm               | 0,60 g                | 100 % Al              | Le petit écu de la République Tchécoslovaque entouré de la mention REPUBLIKA ČESKOSLOVENSKÁ et du millésime | la valeur faciale 50 avec des épis de blé et des fleurs    | Otakar Španiel | 1951-1953  |
| 1 koruna  | 21,0 mm               | 1,30 g                | 100 % Al              | Le petit écu de la République Tchécoslovaque entouré de la mention REPUBLIKA ČESKOSLOVENSKÁ et du millésime | la valeur faciale 1 à côté d'une paysanne ramassant du blé | Otakar Španiel | 1947-1953  |
| 5 korun   | 23,5 mm               | 1,70 g                | 100 % Al              | Le petit écu de la République Tchécoslovaque entouré de la mention REPUBLIKA ČESKOSLOVENSKÁ et du millésime | la valeur faciale 5 devant une usine                       | O. Gutfreund   | 1951-1952  |

### La série de pièces de la république après la réforme monétaire de 1953
Après la prise du pouvoir par les communistes, des pressions inflationnistes (voir article sur l'économie) apparaissent. Une réforme monétaire draconienne est mise en place en secret en 1953. La couronne tchécoslovaque est dévaluée.
Une nouvelle série de pièces est mise en service :
- des pièces en aluminium de 1 h, 3 h, 5 h, 10 h et 25 h dès 1953
- une pièce de 1 Kčs à partir de 1957

Ces pièces portent toujours les armes de la République tchécoslovaque et la mention REPUBLIKA ČESKOSLOVENSKÁ
| Valeur    | Paramètres techniques | Paramètres techniques | Paramètres techniques | Description                                                                                                 | Description                                                                      | Description      | Millésimes |
| Valeur    | Diamètre              | Poids                 | Composition           | Avers | Revers                                                                           | Artiste          | Millésimes |
| --------- | --------------------- | --------------------- | --------------------- | --- | -------------------------------------------------------------------------------- | ---------------- | ---------- |
| 1 haler   | 16,0 mm               | 0,50 g                | 100 % Aluminium       | Le petit écu de la République Tchécoslovaque entouré de la mention REPUBLIKA ČESKOSLOVENSKÁ et du millésime | la valeur faciale 1 surmontée d'une étoile entourées d'une couronne de feuilles  |                  | 1953-1960  |
| 3 halers  | 18,0 mm               | 0,66 g                | 100 % Aluminium       | Le petit écu de la République Tchécoslovaque entouré de la mention REPUBLIKA ČESKOSLOVENSKÁ et du millésime | la valeur faciale 3 surmontée d'une étoile entourées d'une couronne de feuilles  |                  | 1953-1954  |
| 5 halers  | 20,0 mm               | 0,80 g                | 100 % Aluminium       | Le petit écu de la République Tchécoslovaque entouré de la mention REPUBLIKA ČESKOSLOVENSKÁ et du millésime | la valeur faciale 5 surmontée d'une étoile entourées d'une couronne de feuilles  |                  | 1953-1955  |
| 10 halers | 22,0 mm               | 1,17 g                | 100 % Aluminium       | Le petit écu de la République Tchécoslovaque entouré de la mention REPUBLIKA ČESKOSLOVENSKÁ et du millésime | la valeur faciale 10 surmontée d'une étoile entourées d'une couronne de feuilles |                  | 1953-1958  |
| 25 halers | 24,0 mm               | 1,43 g                | 100 % Aluminium       | Le petit écu de la République Tchécoslovaque entouré de la mention REPUBLIKA ČESKOSLOVENSKÁ et du millésime | la valeur faciale 25 surmontée d'une étoile entourées d'une couronne de feuilles |                  | 1953-1958  |
| 1 koruna  | 23,0 mm               | 4,00 g                | 91 % Cu 8 % Al 1 % Mn | Le petit écu de la République Tchécoslovaque entouré de la mention REPUBLIKA ČESKOSLOVENSKÁ et du millésime | la valeur faciale 1 à côté d'une paysanne plantant un arbre                      | Marie Uchytilová | 1957-1960  |

### La première série de pièces de la république socialiste ČSSR de 1960
La République socialiste tchécoslovaque en tant que telle n'est instaurée constitutionnellement que le 11 juillet 1960, mais il ne s'agit que de la traduction dans les textes du putsch communiste qui, dans les faits, a lieu en février 1948.
Une nouvelle série de pièces est frappée avec
- la nouvelle légende ČESKOSLOVENSKÁ SOCIALISTICKÁ REPUBLIKA[6]
- le blason de la république socialiste

De nouvelles pièces de 50 h, 3 Kčs et 5 Kčs sont mises en service
| Valeur    | Paramètres techniques | Paramètres techniques | Paramètres techniques | Description | Description                                                                                                 | Description          | Millésimes |
| Valeur    | Diamètre              | Poids                 | Composition           | Avers | Revers | Artiste              | Millésimes |
| --------- | --------------------- | --------------------- | --------------------- | --- | --- | -------------------- | ---------- |
| 1 haler   | 16,0 mm               | 0,50 g                | 100 % Aluminium       | Le petit écu de la République socialiste Tchécoslovaque entouré de la mention ČESKOSLOVENSKÁ SOCIALISTICKÁ REPUBLIKA et du millésime | la valeur faciale 1 surmontée d'une étoile entourées d'une couronne de feuilles                             |                      | 1962-1986  |
| 3 halers  | 18,0 mm               | 0,66 g                | 100 % Aluminium       | Le petit écu de la République socialiste Tchécoslovaque entouré de la mention ČESKOSLOVENSKÁ SOCIALISTICKÁ REPUBLIKA et du millésime | la valeur faciale 3 surmontée d'une étoile entourées d'une couronne de feuilles                             |                      | 1962-1963  |
| 5 halers  | 20,0 mm               | 0,80 g                | 100 % Aluminium       | Le petit écu de la République socialiste Tchécoslovaque entouré de la mention ČESKOSLOVENSKÁ SOCIALISTICKÁ REPUBLIKA et du millésime | la valeur faciale 5 surmontée d'une étoile entourées d'une couronne de feuilles                             |                      | 1962-1976  |
| 10 halers | 22,0 mm               | 1,17 g                | 100 % Aluminium       | Le petit écu de la République socialiste Tchécoslovaque entouré de la mention ČESKOSLOVENSKÁ SOCIALISTICKÁ REPUBLIKA et du millésime | la valeur faciale 10 surmontée d'une étoile entourées d'une couronne de feuilles                            |                      | 1961-1971  |
| 25 halers | 24,0 mm               | 1,43 g                | 100 % Aluminium       | Le petit écu de la République socialiste Tchécoslovaque entouré de la mention ČESKOSLOVENSKÁ SOCIALISTICKÁ REPUBLIKA et du millésime | la valeur faciale 25 surmontée d'une étoile entourées d'une couronne de feuilles                            |                      | 1962-1964  |
| 50 halers | 21,5 mm               | 3,00 g                | 91 % Cu 8 % Al 1 % Mn | Le petit écu de la République socialiste Tchécoslovaque entouré de la mention ČESKOSLOVENSKÁ SOCIALISTICKÁ REPUBLIKA et du millésime | la valeur faciale 50 surmontée d'une étoile entourées d'une couronne de feuilles                            |                      | 1963-1971  |
| 1 koruna  | 23,0 mm               | 4,00 g                | 91 % Cu 8 % Al 1 % Mn | Le petit écu de la République socialiste Tchécoslovaque entouré de la mention ČESKOSLOVENSKÁ SOCIALISTICKÁ REPUBLIKA et du millésime | la valeur faciale 1 à côté d'une paysanne plantant un arbre                                                 | Marie Uchytilová     | 1961-1990  |
| 3 koruny  | 23,5 mm               | 5,50 g                | 80 % Cu 20 % Ni       | Le petit écu de la République socialiste Tchécoslovaque entouré de la mention ČESKOSLOVENSKÁ SOCIALISTICKÁ REPUBLIKA et du millésime | la valeur faciale 3 Kčs à côté d'une fleur entourée de rubans                                               | Z. Kolársky E. Hájek | 1965-1969  |
| 5 koruny  | 26,0 mm               | 7,00 g                | 80 % Cu 20 % Ni       | Le petit écu de la République socialiste Tchécoslovaque entouré de la mention ČESKOSLOVENSKÁ SOCIALISTICKÁ REPUBLIKA et du millésime | la valeur faciale 5 Kčs devant une représentation abstraite de grues, une fleur et l'étoile à cinq branches | J. Harcuba           | 1966-1990  |

### La seconde série de pièces de la république socialiste ČSSR de 1960
Début des années 1970, le design d'une partie des pièces est revu.
À savoir, les pièces de 5 h, 10 h, 20 h, 50 h et 2 Kčs
La nouvelle série de pièces est également frappée avec
- la légende ČESKOSLOVENSKÁ SOCIALISTICKÁ REPUBLIKA[6]
- le blason de la république socialiste

| Valeur    | Paramètres techniques | Paramètres techniques | Paramètres techniques  | Description | Description                                                                                            | Description | Millésimes |
| Valeur    | Diamètre              | Poids                 | Composition            | Avers | Revers                                                                                                 | Artiste     | Millésimes |
| --------- | --------------------- | --------------------- | ---------------------- | --- | --- | ----------- | ---------- |
| 5 halers  | 16,2 mm               | 0,75 g                | 98 % Al 2 % Mg         | Le petit écu de la République socialiste Tchécoslovaque au-dessus de la mention ČESKOSLOVENSKÁ SOCIALISTICKÁ REPUBLIKA et du millésime | la valeur faciale 5 h surmontée d'une étoile                                                           | F. David    | 1977-1990  |
| 10 halers | 18,2 mm               | 0,90 g                | 98 % Al 2 % Mg         | Le petit écu de la République socialiste Tchécoslovaque au-dessus de la mention ČESKOSLOVENSKÁ SOCIALISTICKÁ REPUBLIKA et du millésime | la valeur faciale 10 h surmontée d'une étoile                                                          | F. David    | 1974-1990  |
| 20 halers | 19,5 mm               | 2,60 g                | 79 % Cu 20 % Zn 1 % Ni | Le petit écu de la République socialiste Tchécoslovaque au-dessus de la mention ČESKOSLOVENSKÁ SOCIALISTICKÁ REPUBLIKA et du millésime | la valeur faciale 20 h surmontée d'une étoile                                                          | F. David    | 1972-1990  |
| 50 halers | 20,8 mm               | 3,20 g                | 80 % Cu 20 % Ni        | Le petit écu de la République socialiste Tchécoslovaque au-dessus de la mention ČESKOSLOVENSKÁ SOCIALISTICKÁ REPUBLIKA et du millésime | la valeur faciale 50 h surmontée d'une étoile                                                          | F. David    | 1978-1990  |
| 2 koruny  | 24,0 mm               | 6,00 g                | 80 % Cu 20 % Ni        | Le petit écu de la République socialiste Tchécoslovaque au-dessus de la mention ČESKOSLOVENSKÁ SOCIALISTICKÁ REPUBLIKA et du millésime | la valeur faciale 2 Kčs à côté d'une représentation abstraite d'une étoile, un marteau et une faucille | F. David    | 1972-1990  |

### La série de pièces de la République fédérale tchèque et slovaque (ČSFR)
À la suite de la révolution de Velours (novembre 1989), un gouvernement de compréhension nationale est mis en place. Cependant par suite des tendances centrifuges des deux parties du pays, une République fédérale tchèque et slovaque voit le jour le 20 mai 1990.
L'état fédéral émet une nouvelle série de pièces, avec
- la légende
- le blason de la république fédérale

| Valeur    | Paramètres techniques | Paramètres techniques | Paramètres techniques  | Description                                                                                    | Description                                                                       | Description      | Millésimes |
| Valeur    | Diamètre              | Poids                 | Composition            | Avers                                                                                          | Revers                                                                            | Artiste          | Millésimes |
| --------- | --------------------- | --------------------- | ---------------------- | ---------------------------------------------------------------------------------------------- | --------------------------------------------------------------------------------- | ---------------- | ---------- |
| 1 haler   | 16,0 mm               | 0,50 g                | 98 % Al 2 % Mn         | Le petit écude la République fédérale tchèque et slovaque sous la mention ČSFR et du millésime | la valeur faciale 1 entourée d'une couronne de feuilles                           | F. David         | 1991-1992  |
| 5 halers  | 16,2 mm               | 0,75 g                | 98 % Al 2 % Mn         | Le petit écude la République fédérale tchèque et slovaque sous la mention ČSFR et du millésime | la valeur faciale 5 h                                                             | F. David         | 1991-1992  |
| 10 halers | 18,2 mm               | 0,90 g                | 98 % Al 2 % Mn         | Le petit écude la République fédérale tchèque et slovaque sous la mention ČSFR et du millésime | la valeur faciale 10 h                                                            | F. David         | 1991-1992  |
| 20 halers | 19,5 mm               | 2,60 g                | 79 % Cu 20 % Zn 1 % Ni | Le petit écude la République fédérale tchèque et slovaque sous la mention ČSFR et du millésime | la valeur faciale 20 h                                                            | F. David         | 1991-1992  |
| 50 halers | 20,8 mm               | 3,20 g                | 80 % Cu 20 % Ni        | Le petit écude la République fédérale tchèque et slovaque sous la mention ČSFR et du millésime | la valeur faciale 50 h                                                            | F. David         | 1991-1992  |
| 1 koruna  | 23,0 mm               | 4,00 g                | 91 % Cu 8 % Al 1 % Mn  | Le petit écude la République fédérale tchèque et slovaque sous la mention ČSFR et du millésime | la valeur faciale 1 à côté d'une paysanne plantant un arbre                       | Marie Uchytilová | 1991-1992  |
| 2 koruny  | 24,0 mm               | 6,00 g                | 80 % Cu 20 % Ni        | Le petit écude la République fédérale tchèque et slovaque sous la mention ČSFR et du millésime | la valeur faciale 2 Kčs à côté d'une fleur stylisée                               | J. Nálepa        | 1991-1992  |
| 5 koruny  | 26,0 mm               | 7,00 g                | 80 % Cu 20 % Ni        | Le petit écude la République fédérale tchèque et slovaque sous la mention ČSFR et du millésime | la valeur faciale 5 Kčs devant une représentation abstraite de grues et une fleur | J. Harcuba       | 1991-1992  |